# Хиджаб

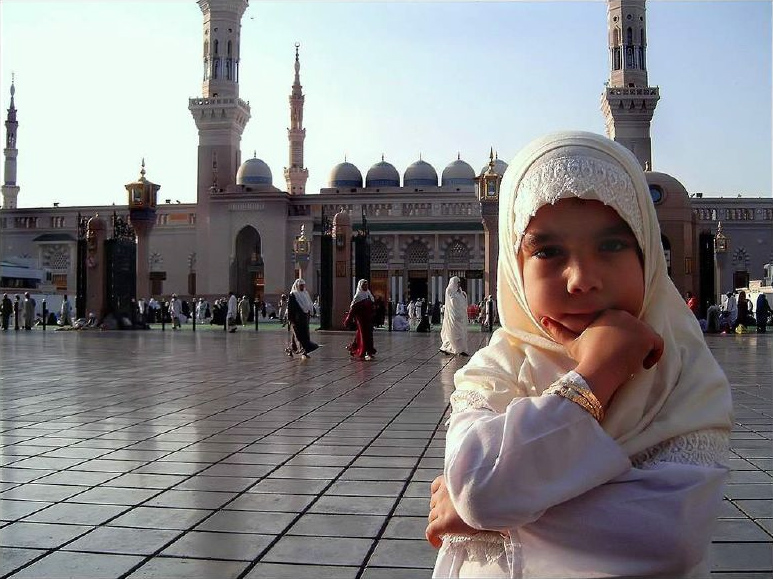
Девочка в хиджабе

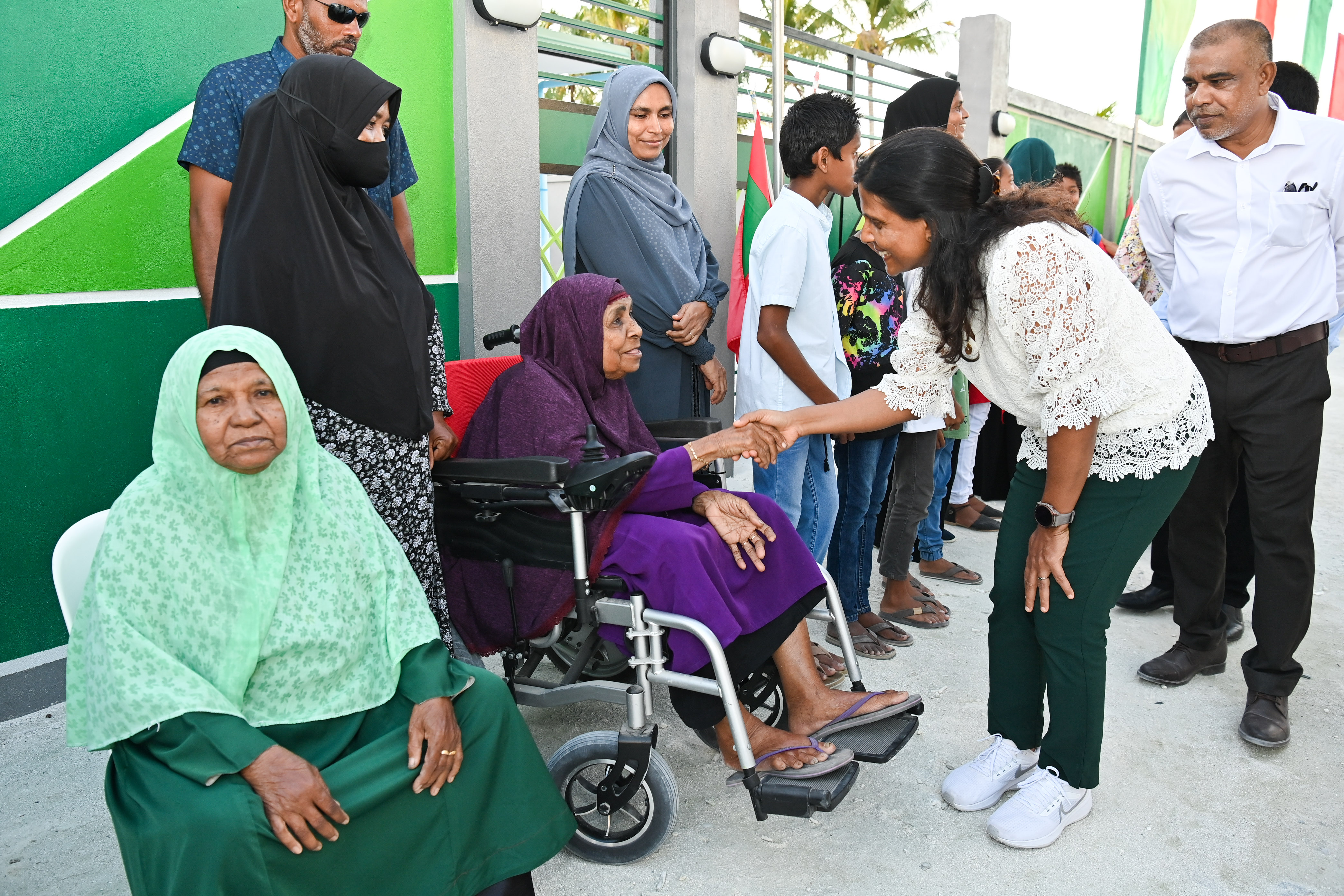
Мальдивские женщины в химарах

Хиджа́б (араб. حجاب‎ — букв. «преграда, завеса») в исламе — накидка, скрывающая тело и/или лицо, которую мусульманки надевают при выходе на улицу. В разных мусульманских странах приняты разные практики ношения хиджаба. Под словом «хиджаб» могут подразумеваться разные виды мусульманской одежды: накидка, покрывающая всё тело, только лицо или только голову. Консервативные течения в исламе считают ношение хиджаба одним из необходимых элементов мусульманской этики, при этом с борьбой за эмансипацию женщин в мусульманских странах распространились призывы к отказу от обязательного ношения хиджаба.
В изначальном смысле слова «хиджаб» — сама традиция покрытия тела и любая накидка, покрывающая тело и/или голову. В наши дни, особенно в немусульманских странах, под хиджабом часто подразумевается определённый тип такой накидки: головной платок, закрывающий волосы и шею, но оставляющий открытым лицо. В разных странах и регионах есть свои варианты хиджаба, закрывающие лицо и тело в разной степени: никаб, бурка, абайя, шейла, химар, чадра, паранджа и многие другие.

## Религиозное значение
По традиции, ношение хиджаба возводится к Корану, однако данный обычай имеет доисламское происхождение. Первоначально ношение хиджаба было предписано только жёнам пророка Мухаммеда, о чём написано в тексте Корана и хадисах, но уже в раннем исламе хиджаб был признан обязательным для всех свободных мусульманок в рамках законов шариата.
Среди исламских богословов велись и ведутся споры о том, является ли ношение хиджаба правилом или только рекомендацией. Также ведутся дискуссии о том, предписывает ли текст Корана закрывать лицо. Некоторые фрагменты священных текстов считаются двусмысленными: среди таких, например, предписание женщинам закрывать грудь химаром или носить плащ-джильбаб. Существуют более либеральные интерпретации Корана, согласно которым женщина должна иметь скромный характер, но не обязана носить хиджаб.

## Разновидности хиджаба
Традиции ношения и внешнего вида хиджаба сильно различаются в мусульманских странах.

## Регулирование ношения хиджаба

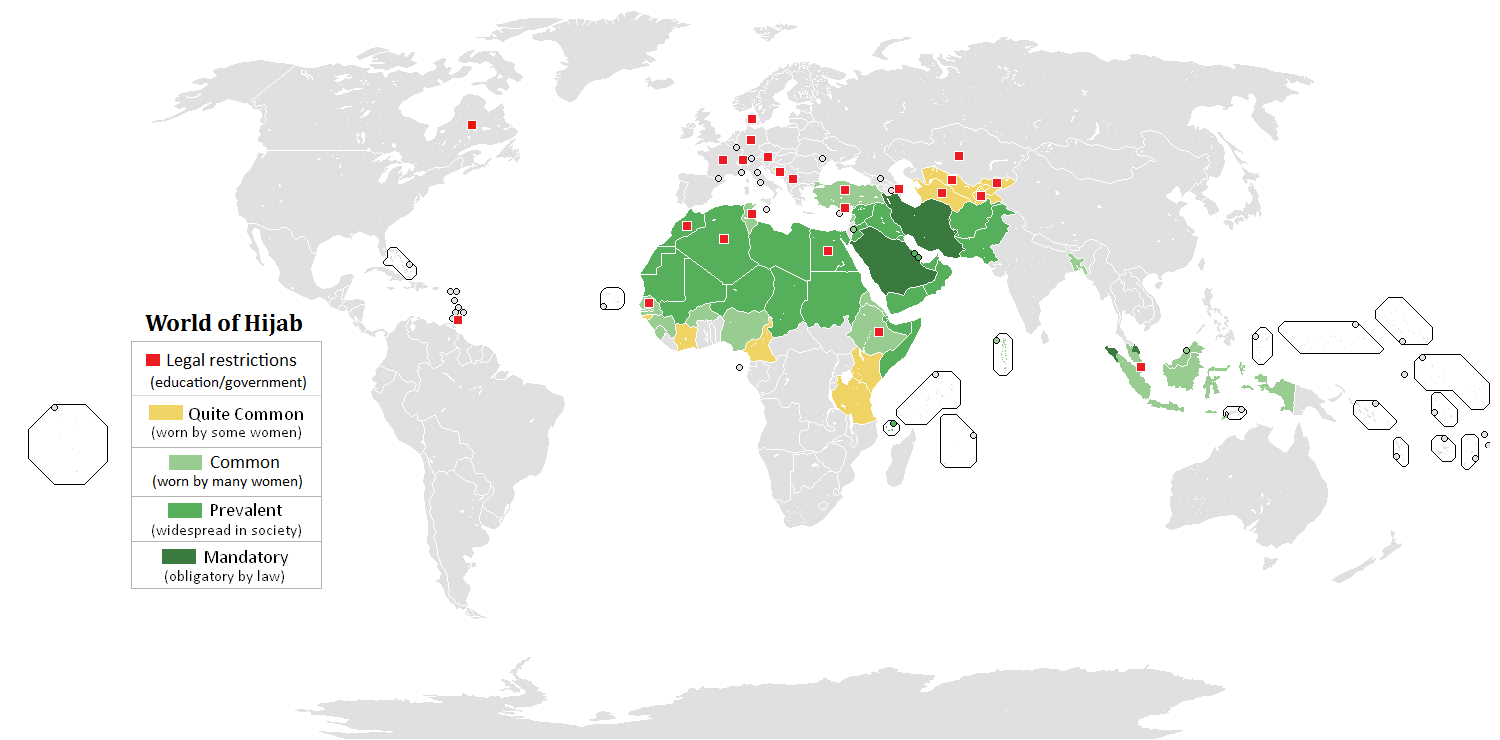
Карта, показывающая страны по распространённости хиджаба (оттенки зелёного), а также запрет на его ношение (красный)

В некоторых странах правительства поощряют ношение хиджаба женщинами, в других ношение хиджаба обязательно, в третьих его полностью или частично запрещают. В ряде стран, где ношение хиджаба не распространено и запрещено законом, активистки борются за право на ношение хиджаба в государственных учреждениях и школах в качестве символа своей религиозной идентичности.

### Мусульманские страны
Ношение хиджаба обязательно в Йемене.
В секторе Газа захватившие власть  «ХАМАС» настаивают на ношении хиджаба, хотя законодательно он необязателен.
В Иране с 1936 по 1979 годы ношение хиджаба было запрещено, а после  революции 1979 года, наоборот, стало обязательным. С 2017 года в Иране активно проводились протесты против принуждения к ношению хиджаба. После убийства Махсы Амини в 2022 году, задержанной за противодействие обязательному ношению хиджаба, протесты стали более масштабными.
Ношение хиджаба обязательно в автономной индонезийской провинции Ачех. В 2001 году индонезийское правительство дало религиозным лидерам Ачеха право на введение обязательного хиджаба, чтобы подавить сепаратистские настроения в регионе.
В Турции ношение хиджаба запрещено в общественных местах и в зданиях суда, армии и полиции. До 2008 года ношение хиджаба было также запрещено в вузах, до 2013 года — во всех государственных организациях. В 2016 году запрет на ношение хиджаба был снят для женщин-полицейских.
Впервые демонстративный отказ от хиджаба имел место в Египте в 1870-х годах. В Сирии с 2010 года для всех посетителей вузов, за исключением учителей, действует запрет на головные уборы, закрывающие лицо. В Малайзии государственным служащим запрещено носить хиджаб. После революции 2010—2011 годов в Тунисе был отменён запрет на ношение хиджаба в общественных местах, введённый в 1981 году.
Принц Саудовской Аравии Мухаммед ибн Салман Аль Сауд в 2018 году заявил, что по законам страны саудовским женщинам и мужчинам необходимо «одеваться прилично», но выбор одежды должен оставаться за ними.
В среднеазиатских республиках СССР в 1920—1930-х гг. проводились кампании по публичному отказу от ношения хиджаба, получившие название «худжум» (от араб. حجوم‎ — «наступление»). В наши дни в Туркменистане, Таджикистане, Киргизии, Узбекистане, Казахстане и Азербайджане действует запрет на ношение хиджаба в государственных и учебных учреждениях.
В марте 2024 года президент Таджикистана Эмомали Рахмон заявил, что считает актуальной общественной проблемой «подражание чуждой культуре в одежде, то есть ношение чужой одежды под названием сатр и хиджаб». В июне того же года в стране был принят закон о запрете «одежды, чуждой таджикской культуре».

### Другие страны
15 марта 2004 года во Франции был принят закон, запрещающий носить на себе в образовательных учреждениях «символы или одежду, очевидно демонстрирующие религиозную принадлежность». В 2016 году было запрещено ношение буркини, накидки для плавания; позже запрет был частично снят.
С 2011 года во Франции запрещено ношение хиджаба, полностью закрывающего лицо. Франция стала первой европейской страной, ввёдшей такой запрет. В том же году подобный закон был принят в Бельгии, в 2018 году — в Дании. Похожие законы есть в некоторых регионах Швейцарии, Италии и Испании. Такие запреты обычно не затрагивают ношение, например, никаба, который не закрывает глаза. В 2017 году в Австрии был принят закон, запрещающий сокрытие лица, в том числе ограничивающий ношение никаба или бурки и использование медицинских масок.
В нескольких регионах Германии ношение хиджаба в школах запрещено для учителей; в Баварии — в государственных и образовательных учреждениях. Школы Британии имеют право самостоятельно определять дресс-код для учеников и учителей.

#### Россия
В октябре 2012 года в Ставропольском крае России был введён запрет на ношение хиджаба в школах края, расположенных в районах с большинством мусульманского населения.
В феврале 2015 года Верховный суд России признал законным запрет на демонстрацию религиозной атрибутики и ношение хиджаба в школах.
С 2007 года в Чечне женщины должны носить хиджаб в государственных учреждениях. В марте 2017 года парламент Чечни принял закон, разрешающий школьницам носить хиджаб в школах республики.

#### Казахстан
16 октября 2023 года «Правительство для граждан» опубликовало официальный запрет ношения хиджаба в школе для учеников и учителей в соответствии с Законом Республики Казахстан «Об образовании».
В 2024 году появились первые прецеденты оспаривающие в суде ношение хиджаба. Так в Караганде административный суд постановил отменить приказ об отчислении ученицы, которая продолжала носить хиджаб в школе.
Подобное решение было также в Павлодарской и Алматинской областях.

## Доисламская традиция ношения платков
Женщины разных евразийских культур носили платки на голове задолго до появления ислама. Самые ранние найденные статуэтки, изображающие жриц с покрытой головой, датируются 2500 г. до н. э. Знатные женщины в древней Месопотамии, а также в Византии, Греции и Персии носили вуаль как знак респектабельности и высокого статуса. У ассирийцев были сумптуарные законы, в которых указывалось, какие женщины должны и какие не должны покрывать голову, в зависимости от класса, звания и занятия в обществе. Рабыням и проституткам носить вуаль запрещалось, за нарушение запрета они подвергались суровым наказаниям. Таким образом, вуаль была не только указателем аристократического звания, но также служила «различием между „респектабельными“ женщинами и <…> общедоступными». Данное правило было закреплено в Ассирийском законнике; в статье 39 говорится: замужние женщины и незамужние дочери, «когда они выходят на большую дорогу», должны появляться с покрытыми головами. То же самое относится и к «третьему классу женщин», предполагается, что речь идёт о наложницах.
Строгое уединение и покрытие почтенных женщин также были обычными в Древней Греции. Так, в классических Афинах (между 550 и 323 годами до н. э.) респектабельные женщины должны были вести затворнический образ жизни и носить одежду, которая скрывала их от глаз незнакомых людей, включая платок на голову.
Неясно, содержит ли Танах указания в отношении вуалирования, но раввинская литература представляет её как вопрос скромности (цниут). Скромность стала важной раввинской добродетелью в раннеримский период, и, возможно, она была предназначена для того, чтобы отличать еврейских женщин от нееврейских в греко-римском, а затем в вавилонском обществе. Согласно раввинистическим предписаниям, замужние еврейские женщины должны покрывать свои волосы, хотя сохранившиеся изображения завуалированных еврейских женщин могут отражать общие римские обычаи, а не конкретные еврейские обычаи. По словам Фадвы аль-Гуинди, в начале христианства еврейские женщины закрывали голову и лицо.
Некоторые археологические данные свидетельствуют о том, что ранние христианские женщины в Риме покрывали свои головы. Сочинения Тертуллиана указывают на то, что ряд обычаев ношения платья ассоциировался с различными культами, к которым примерно в 200 году относились ранние христиане. Самый известный раннехристианский взгляд на вуалирование — это отрывок из первого послания к Коринфянам (11:4-7), в котором говорится: «всякая жена, молящаяся или пророчествующая с открытою головою, постыжает свою голову, ибо [это] то же, как если бы она была обритая. Ибо если жена не хочет покрываться, то пусть и стрижётся; а если жене стыдно быть остриженной или обритой, пусть покрывается». На эту точку зрения, возможно, оказали влияние римские языческие обычаи, такие, как покрытие на голове, которую носили жрицы Весты, а не еврейские обычаи. В свою очередь, жёсткие нормы, касающиеся покрытия и уединения женщин, найденные в христианской византийской литературе, были подвержены влиянию древнеперсидских традиций, и есть основания полагать, что они значительно отличались от реальной практики.
Смешение населения привело к сближению культурных традиций греческой, персидской и месопотамской империй и семитских народов Ближнего Востока. Возможно, что завуалирование и уединение женщин утвердились среди евреев и христиан, прежде чем распространиться на городских арабов высших классов и, в конечном счете, среди городских масс. В сельской местности было принято обычно покрывать волосы, но не лицо.

## Всемирный день хиджаба
С 2013 года во всём мире 1 февраля отмечается неофициальный праздник — всемирный день хиджаба. В первый же год мероприятия прошли в более чем 67 странах; в последующие годы мероприятия проходили, в том числе, в России и на Украине.